# خوزه لوپس روبیو
خوزه لوپس روبیو (اسپانیایی: José López Rubio‎؛ ‏ ۱۳ دسامبر ۱۹۰۳ – ۲ مارس ۱۹۹۶) فیلم‌نامه‌نویس، نمایشنامه‌نویس، کارگردان فیلم، و نویسنده اهل اسپانیا و از سال ۱۹۸۳ عضو آکادمی سلطنتی اسپانیا بود.
از فیلم‌ها یا مجموعه‌های تلویزیونی که وی در آن‌ها نقش داشته است، می‌توان به فرودگاه (۱۹۵۳) اشاره نمود.